# Malmö FF 2015
Säsongen 2015 var Malmö FF:s 106:e säsong, deras 80:e i Allsvenskan och deras 15:e raka säsong i ligan. 

De tävlade i Allsvenskan, Svenska cupen och Champions League.

## Sammanfattning

### Allsvenskan
Ligasäsongen startar den 6 april 2015 och är planerad att avslutas 31 oktober 2015, det officiella matchprogrammet släpptes den 21 januari 2015.
Malmö FF kommer att starta säsongen med en bortamatch mot nykomlingarna GIF Sundsvall den 6 april. Klubbens första hemmamatch spelas den 9 april mot förra årets tredjeplatslag, AIK. Det kommer att finnas en månads sommaruppehåll i juni på grund av Sveriges deltagande i U21-Europamästerskapet 2015 i Tjeckien. Malmö FF kommer inte att spela ligamatcher mellan 7 juni och 5 juli, klubben kommer att spela sin sista ligamatch för säsongen hemma mot IFK Norrköping den 31 oktober.

### Svenska Cupen
Malmö FF kvalificerade sig för gruppspelet i svenska cupen 2014/2015 under 2014 års säsong genom att besegra IS Halmia med 2–1 efter förlängning på bortaplan.
Gruppspelet lottades den 19 november 2014 och matcherna spelades mellan 22 februari och den 7 mars 2015, före starten av ligasäsongen.
Klubben blev lottad mot Jönköping Södra, Assyriska FF och Hudiksvalls FF. Malmö vann mot Assyriska relativt enkelt i öppningsmatchen på Malmö IP med 3–0. I den andra matchen åkte klubben till Hudiksvall vilka man besegrande med 5–0 den 28 februari. I den sista gruppspelsmatchen tog man emot Jönköping Södra, även den matchen spelades på Malmö IP, en match som slutade 4–0 till Malmö. Klubben slutade etta i sin grupp och var därför kvalificerade för kvartsfinal.
I kvartsfinalen som lottades den 9 mars ställdes man mot Örebro SK, Malmö var seedade i lottningen och hade hemmafördel av matchen, som spelades på Malmö IP den 14 mars. Klubben förlorade matchen med 0–1, och var därmed utslagna ur tävlingen.
I Svenska cupen 2015/2016 gick Malmö FF in i andra omgången, och lottades mot Götene IF. Matchen blev flyttad till den 8 november. Malmö vann matchen med 5–0.

### Champions League

#### Kvalspelet
Malmö FF kvalificerade sig för kvalspel till Champions League 2015/2016 efter en förstaplats i Allsvenskan 2014. 
Klubben gick in i kvalspelets andra omgång, där man fick möta det litauiska mästarlaget Žalgiris Vilnius. Det började med ett första mållöst möte på Swedbank Stadion onsdagen den 15 juli, där Malmö FF hade ett stort bollinnehav och dominerade matchen utan att lyckas få in något mål.
I returen, som spelades den 21 juli i Vilnius, hade MFF flera klara chanser och lyckades till slut få in ett mål av Anton Tinnerholm i den 55:e matchminuten. Detta visade sig sedan bli såväl matchens som omgångens enda mål, varför MFF gick vidare till kvalets tredje omgång. Matchen saknade dock inte dramatik i övrigt, alldeles i början på 2:a halvlek skadade sig MFF:s målvakt Zlatan Azinović så illa att han tvingades bryta matchen och ersattes av den blott 16-årige målvaktstalangen Marko Johansson. Johansson agerade dock lugnt och säkert och lyckades hålla nollan matchtiden ut.
I den tredje kvalomgången ställdes Malmö FF åter mot det österrikiska mästarlaget Red Bull Salzburg, som MFF hade slagit ut i playoffomgången året innan. Även denna gång började MFF på bortaplan i ett möte som påminde ganska mycket om det föregående mötet. Red Bull Salzburg satte högsta fart från början med tempostarkt presspel, men även Malmö FF stack upp med en del chanser, bland annat hade Markus Rosenberg en boll i mål som vinkades av för offside. 6 minuter in i den andra halvleken dundrade dock Andreas Ulmer in 1–0 för Salzburg, och i slutminuterna tilldelades österrikarna dessutom en omdiskuterad straff som innebar 2–0. Minuten därefter hade MFF en liknande straffsituation men domaren valde att inte blåsa.
I returen på Swedbank Stadion var förutsättningarna klara - MFF måste göra minst 3 mål för att gå vidare, och samtidigt inte släppa in något mål. Efter en jämn start tog Malmö initiativet i matchen och gjorde 1–0 redan i den 7:e minuten genom Nikola Đurđić, efter förarbete av Markus Rosenberg och Jo Inge Berget. I den 14:e matchminuten nickade sedan Rosenberg in 2–0 på hörna. Sedan följde en relativt jämn och kampfylld första halvlek där Red Bull Salzburg bl.a. ropade på straffspark men domaren valde att fria. I halvlekens slutskede gjorde så Vladimir Rodić 3–0 efter en tilltrasslad situation i österrikarnas straffområde, där Jo Inge Berget stressade sin försvarare till ett misstag och Rodić kunde rulla bollen i en tom bur.
I den andra halvleken böljade spelet fram och tillbaka och MFF:s mittfältare Enoch Kofi Adu blev utvisad i den 63:e matchminuten efter att ha dragit på sig 2 gula kort. MFF lyckades dock stå emot anstormningen halvleken ut och vann därmed matchen, slog ut Red Bull Salzburg och tog sig vidare till playoff, den sista kvalomgången innan gruppspelet i Champions League 2015/2016.
I den sista playoffomgången lottades MFF mot Celtic från Glasgow, Skottland. I det första mötet på Celtic Park satte skottarna högsta fart från början och gjorde snabbt både 1–0 och 2–0 redan under de första 10 minuterna genom Leigh Griffiths respektive Nir Bitton. Efter denna chockstart kom Malmö FF sakta in i matchen även om Celtic fick halvlekens sista chans innan halvtid. I den andra halvleken dundrade dock Jo Inge Berget in MFF:s första mål i matchen efter en svepande långpass från Magnus Wolff Eikrem. Sedan gjorde dock Celtic 3–1 efter en tilltrasslad situation i MFF:s straffområde där Malmöförsvaret inte lyckats få undan bollen. Med matchens sista spark tryckte dock åter Jo Inge Berget in en boll i Celtics bur. Tobias Sana slog en hörna som nickades av Felipe Carvalho till Berget, som blixtsnabbt vände runt och sprätte upp bollen i nättaket.
Returen på Swedbank Stadion var till en början relativt jämn, där Celtic hade bollinnehavet men MFF de hetare chanserna. Men i den 23:e minuten nickade Markus Rosenberg in 1–0 till hemmalaget på en hörna slagen av Yoshimar Yotún. Sedan hade Celtic en boll i MFF:s mål efter en tilltrasslad situation men målet godkändes inte. Matchen var överlag en intensiv och relativt tuff tillställning, där MFF tilldelades tre gula kort och Celtic fem. I början av den andra halvleken nickade Felipe Carvalho, via ett Celtic-ben, in 2–0 efter en hörna slagen av Vladimir Rodić. Efter detta mattades Celtics energi av och när domaren blåste av matchen var så Malmö FF klara för gruppspel i Champions League 2015/2016.

#### Gruppspelet
Vid lottningen den 27 augusti hamnade Malmö FF i Grupp A, tillsammans med Real Madrid (Spanien), Paris Saint-Germain (Frankrike) samt Sjachtar Donetsk (Ukraina).
I den första gruppspelsmatchen mötte MFF stjärnspäckade Paris Saint-Germain på Parc des Princes i Paris. Redan efter några minuter sprintade Ángel Di María ifrån ett högt stående MFF-försvar och placerade in bollen i Johan Wilands ena burgavel. Sedan följde en längre period med stort bollinnehav för PSG och där MFF hade svårt att hålla i bollen några längre perioder och få till ett organiserat anfallsspel. I den 61:a minuten nickade Edinson Cavani in 2–0 efter en passning från Zlatan Ibrahimović, vilket också blev matchens slutresultat.
I nästa match, som spelades på Swedbank Stadion i Malmö, mötte MFF världslaget Real Madrid. Trots att de sistnämnda saknade flera av sina ordinarie startspelare på grund av skador kunde de ta ledningen med knappa halvtimmen spelad. Efter en kontring nådde bollen en helt fristående Cristiano Ronaldo som enkelt kunde placera in 0–1. Efter detta höll dock MFF spelet väl uppe och skapade en del chanser, men fick Yoshimar Yotún utvisad med kvarten kvar att spela. I matchens slutminut kunde sedan en trängd Cristiano Ronaldo öka på till 0–2 från nära håll.
I den tredje omgången gästade det ukrainska storlaget Sjachtar Donetsk Swedbank Stadion. Efter att i matchinledningen ha etablerat ett lågt men kompakt försvarsspel jobbade sig MFF in i matchen och tog sedan ledningen i den 17 minuten genom Markus Rosenberg. Vikarierande vänsterbacken Pa Konate tog sig förbi 2 försvarare på offensiv vänsterkant, tunnlade en tredje motståndare och slog sedan in bollen snett-inåt-bakåt till en fri Rosenberg som säkert satte bollen i nät. Efter detta ökade Sjachtar Donetsk tempot rejält och med ett snabbt passningsspel skaffade de sig ett stort bollinnehav som, som mest, var uppe i 72–28. Matchbilden till trots hade gästerna väldigt svårt att komma till rena avslut på mål. Den andra halvleken blev jämnare, där MFF hade klara målchanser genom såväl Jo Inge Berget som Vladimir Rodić. Dessutom missade Nikola Đurđić en straff i den 55 minuten, men när slutsignalen ljöd hade MFF, trots stundtals stor dominans från gästerna, tagit sin första seger i Champions League 2015/2016.
I returmötet mot Sjachtar Donetsk, som på grund av inbördeskriget i Ukraina spelades i Lviv, var matchbilden densamma med stort bollinnehav för Sjachtar, men redan i inledningen av matchen fick MFF:s viktige mittfältare Oscar Lewicki bytas ut och bäras av planen efter att ha fått en kraftig hjärnskakning. Senare fick även Jo Inge Berget bytas ut på grund av skada. I den 29 minuten fick sedan Sjachtar utdelning efter att Johan Wiland dessförinnan gjort flera kvalificerade räddningar. 1–0 stod sig i paus, men redan i inledningen av den andra halvleken kom 2–0 på straff. Sedan gjorde Sjachtar även 3–0 och 4–0 innan matchen var över. I slutminuterna blev MFF:s Kári Árnason utvisad efter 2 gula kort.
I den femte omgången tog MFF emot Paris Saint-Germain hemma på Swedbank Stadion, en match som kommit att bli extra omtalad då det var Zlatan Ibrahimovićs första tävlingsmatch med ett klubblag i Malmö sedan han lämnade MFF sommaren 2001. Matchen avgjordes ganska tidigt, då först Adrien Rabiot helt omarkerad kunde nicka in 0–1 redan i den 3:e matchminuten och sedan Ángel Di María ökade på till 0–2 efter 14 minuter. MFF hade dock mer bollinnehav än i det föregående mötet i Paris och skapade också en del lägen, bland annat för Jo Inge Berget men i början av den andra halvleken gick PSG upp till 0–3 efter att Zlatan Ibrahimović placerat in bollen ur snäv vinkel. Markus Rosenberg fick sedan ett gyllene tillfälle att reducera till 1–3 på straff efter att Nikola Đurđić blivit fälld. Rosenberg slog dock bollen stenhårt i stolpen och mot slutskedet av matchen ökade PSG på till 0–4 och slutligen 0–5 mot tröttkörda MFF:are. Detta var Malmö FF:s dittills största förlust hemma sedan Swedbank Stadion invigdes 2009, och överhuvudtaget en av Malmö FF:s största förluster på hemmaplan någonsin.
I den sista gruppspelsmatchen väntade Real Madrid på Santiago Bernabéu i Madrid. Inför matchen hade MFF tunga avbräck i form av avstängningar på både Markus Rosenberg och Rasmus Bengtsson, och redan innan avspark hade Åge Hareide meddelat att han kommer att lämna sin post som huvudtränare i Malmö FF direkt efter matchen. I en träningsmatch veckan dessförinnan hade dessutom förstemålvakten Johan Wiland drabbats av en hjärnskakning, Wiland kunde dock till sist genomföra matchen iförd en speciell skyddshjälm. Real Madrid, anförda av superanfallet Cristiano Ronaldo, Karim Benzema och James Rodríguez, visade dock ingen pardon och körde fullständigt över ett stillastående MFF och gjorde snabbt både 1–0 och 2–0. MFF försökte hålla i bollen, spela runt och upprätthöll matchen igenom ett bollinnehav på omkring 60-40 till hemmalagets fördel, men fick stora problem så fort man närmade sig motståndarnas straffområde och tappade där bollen väldigt snabbt. Istället gjorde Real 3–0 innan halvtidsvilan och i andra halvlek skenade det iväg rejält och målen haglade in bakom Johan Wiland. Ett fullständigt utspelat MFF förlorade till sist med hela 8–0, en av de största förlusterna någonsin i såväl Malmö FF:s som i Uefa Champions Leagues moderna historia. Matchen blev också Åge Hareides sista som huvudtränare för Malmö FF.

## Viktiga händelser
- 30 oktober 2014: Backen Matias Concha slutade med professionell fotboll.
- 13 november 2014: Mittfältaren Erik Andersson från Landskrona BoIS går med i klubben på ett kontrakt på fyra år. Mittfältaren Oscar Lewicki från BK Häcken går med i klubben på ett kontrakt på tre år.
- 19 november 2014: Backen Tobias Malm lämnar klubben.
- 26 november 2014: Anfallaren Petter Thelin lämnar klubben, för spel i Kramfors-Alliansen.
- 12 december 2014: Mittfältaren Simon Thern lämnar klubben, för spel i nederländska Heerenveen.
- 13 december 2014: Försvararen Ricardinho lämnar klubben, för spel i Azerbajdzjan och Gabala.
- 15 december 2014: Anfallaren Magnus Eriksson lämnar klubben, för spel i kinesiska Guizhou Renhe.
- 7 januari 2015: Mittfältaren Emil Forsberg lämnar klubben, för spel i tyska RB Leipzig.
- 12 januari 2015: Mittfältaren Markus Halsti lämnar klubben, för spel i nordamerikanska DC United.
- 13 januari 2015: Backen Alexander Blomqvist lämnar klubben på lån till IFK Värnamo under hela säsongen.
- 14 januari 2015: Mittfältaren Tobias Sana gick med i klubben på ett fyraårskontrakt, övergång från Ajax.
- 19 januari 2015: Mittfältaren Jo Inge Berget gick med i klubben på ett treårskontrakt, övergång från Cardiff City.
- 22 januari 2015: Anfallaren Isaac Kiese Thelin lämnar klubben, övergång till franska Bordeaux.
- 23 januari 2015: Anfallaren Benjamin Fadi lånas ut till Mjällby AIF. Målvakten Sixten Mohlin lånas ut till Västerås SK. Bägge spelare lånas ut under hela säsongen till respektive klubb.
- 26 januari 2015: Mittfältaren Magnus Wolff Eikrem gick med i klubben på ett treårskontrakt, övergång från Cardiff City.
- 27 januari 2015: Försvararen Yoshimar Yotún gick med i klubben på ett treårskontrakt, övergång från Sporting Cristal.
- 30 januari 2015: Anfallaren Alexander Nilsson lämnar klubben, för spel i maltesiska Qormi.
- 10 februari 2015: Mittfältaren Amin Nazari lånas ut till norska Tippeligaen-laget Fredrikstad FK.
- 13 februari 2015: Anfallaren Markus Rosenberg blir vald till lagkapten.
- 11 mars 2015: Försvararen Andreas Vindheim går med i klubben på ett fyraårskontrakt, övergång från SK Brann.
- 13 mars 2015: Försvararen Johan Hammar lånas ut till norska Fredrikstad FK.
- 20 mars 2015: Mittfältaren Piotr Johansson lånas ut till skånska Superettan-laget Ängelholms FF.
- 25 mars 2015: Försvararen Rasmus Bengtsson går med i klubben på ett femårskontrakt, övergång från nederländska Twente.
- 31 mars 2015: Mittfältaren Petar Petrović lånas ut till IFK Värnamo fram till sommaren.
- 29 juni 2015: Försvararen Kári Árnason går med i klubben på ett två och halvt års kontrakt, övergång från Rotherham United.
- 1 juli 2015: Målvakten Robin Olsen lämnar klubben, för spel i grekiska PAOK.
- 8 juli 2015: Mittfältaren Vladimir Rodić går med i klubben på ett tre och ett halvt års kontrakt, övergång från serbiska Rad.
- 9 juli 2015: Försvararen Erik Johansson lämnar klubben, övergång till belgiska Gent.
- 11 juli 2015: Försvararen Felipe Carvalho går med i klubben på ett två och ett halvt års kontrakt, övergång från Tacuarembó.
- 17 juli 2015: Anfallaren Nikola Đurđić lånas in sex månader från tyska Augsburg.
- 22 juli 2015: Målvakten Johan Wiland går med i klubben på ett två och ett halvt års kontrakt, övergång från FC Köpenhamn. Försvaren Filip Helander lämnar klubben, övergång till Hellas Verona.
- 27 juli 2015: Målvakten Fredrik Andersson går med i klubben på ett och ett halvt års kontrakt, med en option att förlänga avtalet med ett år, övergång från Örgryte IS.

## Klubb

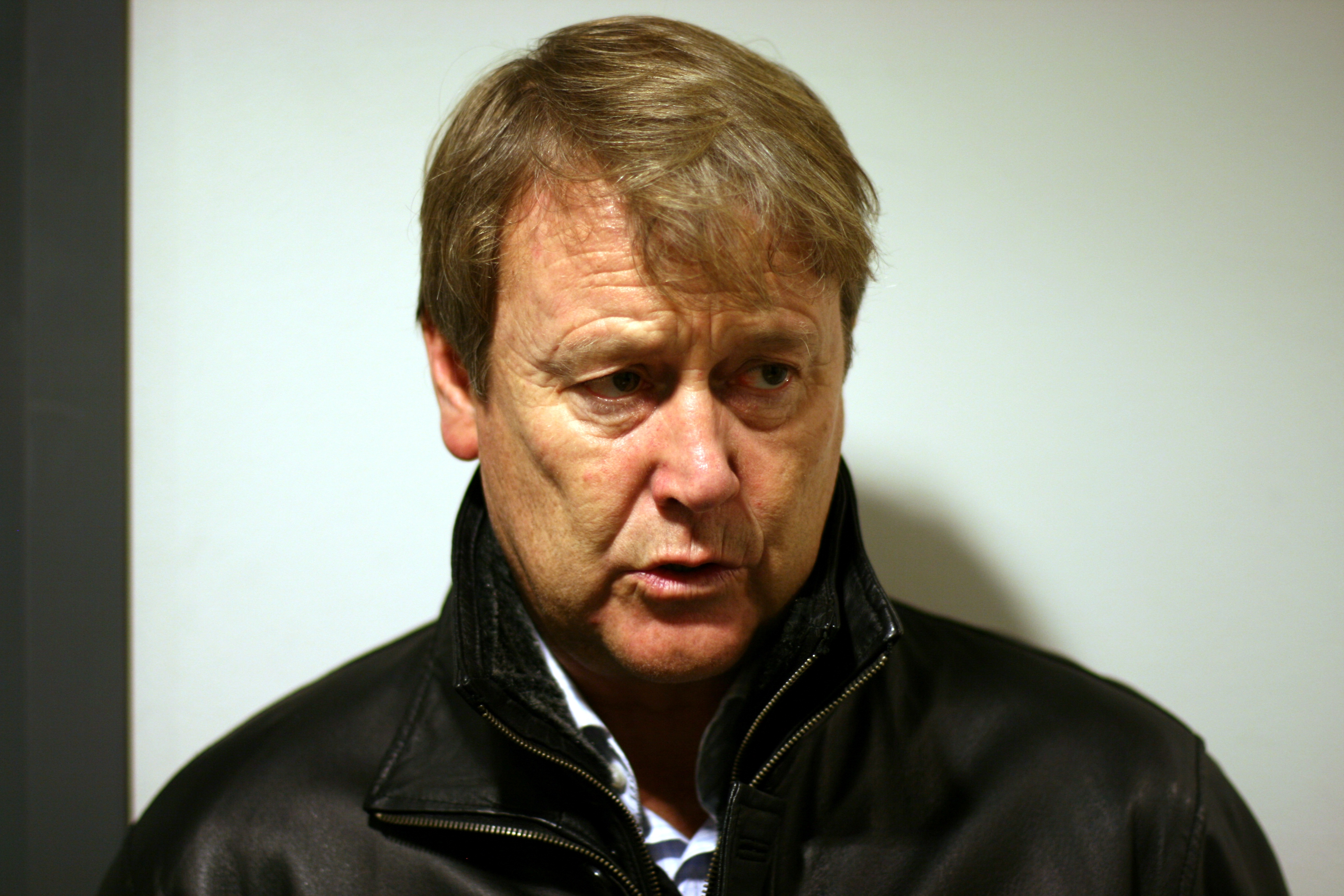
Säsongen 2015 blir Åge Hareides andra säsong med Malmö FF.

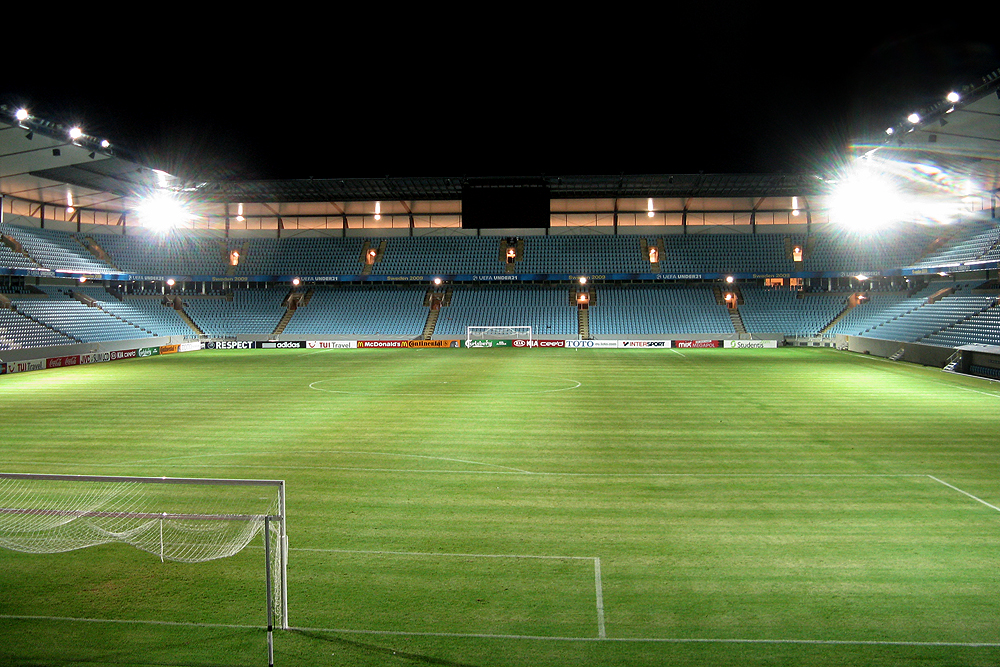
Swedbank Stadion är den tredje största stadion i Allsvenskan.

### Personal
| Namn               | Roll                   |
| ------------------ | ---------------------- |
| Åge Hareide        | Huvudtränare           |
| Olof Persson       | Assisterande tränare   |
| Ben Rosen          | Fitness-tränare        |
| Jonnie Fedel       | Målvaktstränare        |
| Wilner Registre    | Sjukgymnast            |
| Pär Herbertsson    | Klubbläkare            |
| Greger Andrijevski | Klubbmassör            |
| Sverker Fryklund   | Mental-tränare         |
| Swidde Nilsson     | Materialförvaltare     |
| Yksel Osmanovski   | U21 tränare            |
| Mats Engqvist      | Huvudtränare juniorlag |
| Staffan Tapper     | Ungdomstalangs-tränare |
| Vito Stavljanin    | Head scout             |

### Övrig info
| Ordförande                   | Håkan Jeppsson   | Håkan Jeppsson      |
| Verkställande direktör       | Niclas Carlnén   | Niclas Carlnén      |
| Sportchef                    | Daniel Andersson | Daniel Andersson    |
| Stadion (Kapacitet och mått) | Swedbank Stadion | (24 000/105x70m)    |
| Stadion (Kapacitet och mått) | Malmö IP         | (7 600/105x67) (SC) |

## Tävlingar
Alla matchtider är enligt svensk tid. Spelas en match i en annan tidszon skrivs detta lands matchtid och eventuellt datum, om tidsskillnaden är så pass stor, inom parentes (t.ex. träningsmatcher i USA).

### Sammanställning
| Tävling          | Startar            | Nuvarande position | Slutgiltig ställning | Första matchen   | Sista matchen   |
| ---------------- | ------------------ | ------------------ | -------------------- | ---------------- | --------------- |
| Allsvenskan      | N/A                | Femma              | Femma                | 6 april 2015     | 31 oktober 2015 |
| Svenska Cupen    | Omgång 2           | Kvartsfinalen      | Kvartsfinalen        | 15 november 2014 | 14 mars 2015    |
| Champions League | Andra kvalomgången | Gruppspelet        | Gruppspelet          | 15 juli 2015     |                 |

### Allsvenskan

#### Ligatabell
| Nr | Lag               | S  | V  | O  | F  | GM | IM | MS  | P  |
| -- | ----------------- | -- | -- | -- | -- | -- | -- | --- | -- |
| 1  | IFK Norrköping    | 30 | 20 | 6  | 4  | 60 | 33 | +27 | 66 |
| 2  | IFK Göteborg      | 30 | 18 | 9  | 3  | 52 | 22 | +30 | 63 |
| 3  | AIK               | 30 | 18 | 7  | 5  | 54 | 34 | +20 | 61 |
| 4  | IF Elfsborg       | 30 | 16 | 7  | 7  | 59 | 42 | +17 | 55 |
| 5  | Malmö FF (RM)     | 30 | 15 | 9  | 6  | 54 | 34 | +20 | 54 |
| 6  | Djurgårdens IF    | 30 | 14 | 9  | 7  | 52 | 37 | +15 | 51 |
| 7  | BK Häcken         | 30 | 13 | 6  | 11 | 45 | 39 | +6  | 45 |
| 8  | Helsingborgs IF   | 30 | 11 | 4  | 15 | 43 | 45 | −2  | 37 |
| 9  | Örebro SK         | 30 | 9  | 10 | 11 | 36 | 50 | −14 | 37 |
| 10 | Gefle IF          | 30 | 10 | 6  | 14 | 35 | 50 | −15 | 36 |
| 11 | Hammarby IF (U)   | 30 | 8  | 9  | 13 | 35 | 39 | −4  | 33 |
| 12 | GIF Sundsvall (U) | 30 | 9  | 5  | 16 | 34 | 52 | −18 | 32 |
| 13 | Kalmar FF         | 30 | 8  | 7  | 15 | 31 | 42 | −11 | 31 |
| 14 | Falkenbergs FF    | 30 | 7  | 4  | 19 | 38 | 56 | −18 | 25 |
| 15 | Halmstads BK      | 30 | 4  | 9  | 17 | 21 | 44 | −23 | 21 |
| 16 | Åtvidabergs FF    | 30 | 2  | 9  | 19 | 25 | 55 | −30 | 15 |

#### Sammanställning av resultat
|        | SM | V  | O | F | GM | IN | MS  | P  |
| ------ | -- | -- | - | - | -- | -- | --- | -- |
| Hemma  | 15 | 9  | 4 | 2 | 30 | 16 | +14 | 31 |
| Borta  | 15 | 6  | 5 | 4 | 23 | 18 | +5  | 23 |
| Totalt | 30 | 15 | 9 | 6 | 54 | 34 | +20 | 54 |

#### Resultat efter omgång
| Omgång    | 1 | 2 | 3 | 4 | 5 | 6 | 7 | 8 | 9 | 10 | 11 | 12 | 13 | 14 | 15 | 16 | 17 | 18 | 19 | 20 | 21 | 22 | 23 | 24 | 25 | 26 | 27 | 28 | 29 | 30 |
| --------- | - | - | - | - | - | - | - | - | - | -- | -- | -- | -- | -- | -- | -- | -- | -- | -- | -- | -- | -- | -- | -- | -- | -- | -- | -- | -- | -- |
| Spelplats | B | H | B | H | B | H | H | B | H | B  | H  | B  | H  | B  | H  | B  | H  | B  | H  | H  | B  | B  | H  | B  | H  | B  | B  | H  | B  | H  |
| Resultat  | V | O | V | V | O | V | V | O | F | F  | V  | V  | O  | F  | O  | O  | V  | O  | V  | V  | F  | V  | O  | V  | V  | O  | F  | V  | V  | F  |
| Position  | 1 | 4 | 2 | 2 | 2 | 1 | 1 | 2 | 4 | 5  | 4  | 2  | 4  | 5  | 6  | 5  | 5  | 6  | 6  | 5  | 5  | 5  | 5  | 5  | 4  | 5  | 5  | 5  | 4  | 5  |

#### Matcher
| 1 6 april 2015 | GIF Sundsvall     | 1 – 4   | Malmö FF                                         | Sundsvall                                                             |  |  |
| 17:30          | Eklund 31′ (str.) | Rapport | 6′, 16′ Berget 20′ Rosenberg 31' Adu 37′ Lewicki | Arena: Norrporten Arena Publik: 7850 Domare: Michael Lerjéus (Skövde) |  |  |
|                |                   |         |                                                  |                                                                       |  |  |

| 2 9 april 2015 | Malmö FF | 0 – 0   | AIK | Malmö                                                                    |  |  |
| 19:05          |          | Rapport |     | Arena: Swedbank Stadion Publik: 22 337 Domare: Stefan Johannesson (Täby) |  |  |
|                |          |         |     |                                                                          |  |  |

| 3 12 april 2015 | IFK Göteborg | 0 – 1   | Malmö FF  | Göteborg                                                            |  |  |
| 17:30           |              | Rapport | 36′ Yoshi | Arena: Gamla Ullevi Publik: 16 894 Domare: Jonas Eriksson (Sigtuna) |  |  |
|                 |              |         |           |                                                                     |  |  |

| 4 20 april 2015 | Malmö FF                                | 3 – 1   | Hammarby IF     | Malmö                                                                       |  |  |
| 19:05           | Rosenberg 12′ Lewicki 39′ Mehmeti 90+2′ | Rapport | 15′ Bakircioglu | Arena: Swedbank Stadion Publik: 19 849 Domare: Martin Strömbergsson (Gävle) |  |  |
|                 |                                         |         |                 |                                                                             |  |  |

| 5 24 april 2015 | Falkenbergs FF                     | 3 – 3   | Malmö FF                       | Falkenberg                                                            |  |  |
| 19:00           | Carlsson 21′ Rodevåg 23′ Araba 57′ | Rapport | 49′ Berget 51′ Cibicki 68′ Adu | Arena: Falkenbergs IP Publik: 4492 Domare: Mohammed Al-Hakim (Köping) |  |  |
|                 |                                    |         |                                |                                                                       |  |  |

| 6 29 april 2015 | Malmö FF                    | 3 – 1   | Halmstads BK | Malmö                                                                    |  |  |
| 19:00           | Cibicki 29′ Berget 34′, 51′ | Rapport | 36′ Karikari | Arena: Swedbank Stadion Publik: 16 215 Domare: Stefan Johannesson (Täby) |  |  |
|                 |                             |         |              |                                                                          |  |  |

| 7 3 maj 2015 | Malmö FF                           | 3 – 1   | Helsingborgs IF | Malmö                                                                |  |  |
| 17:30        | Wolff Eikrem 34′, 82′ Berget 45+4′ | Rapport | 59′ Simovic     | Arena: Swedbank Stadion Publik: 21 626 Domare: Andreas Ekberg (Lund) |  |  |
|              |                                    |         |                 |                                                                      |  |  |

| 8 11 maj 2015 | IF Elfsborg        | 2 – 2   | Malmö FF              | Borås                                                              |  |  |
| 19:05         | Rohdén 42′, 90+15′ | Rapport | 19′, 76′ Wolff Eikrem | Arena: Borås Arena Publik: 12 400 Domare: Michael Lerjéus (Skövde) |  |  |
|               |                    |         |                       |                                                                    |  |  |

| 9 21 maj 2015 | Malmö FF | 0 – 3   | BK Häcken                                 | Malmö                                                                   |  |  |
| 19:00         |          | Rapport | 48′ Sa. Gustafson 56′ Mohammed 89′ Binaku | Arena: Swedbank Stadion Publik: 14 148 Domare: Martin Hansson (Holmsjö) |  |  |
|               |          |         |                                           |                                                                         |  |  |

| 10 24 maj 2015 | Kalmar FF                | 2 – 1   | Malmö FF   | Kalmar                                                                     |  |  |
| 17:30          | D. Elm 78′ Antonsson 81′ | Rapport | 11′ Berget | Arena: Guldfågeln Arena Publik: 7797 Domare: Bojan Pandzic (Hisings Backa) |  |  |
|                |                          |         |            |                                                                            |  |  |

| 11 31 maj 2015 | Malmö FF                                       | 3 – 0   | Åtvidabergs FF | Malmö                                                                    |  |  |
| 17:30          | Rosenberg 8′ Wolff Eikrem 14′ E. Johansson 16′ | Rapport |                | Arena: Swedbank Stadion Publik: 16 063 Domare: Stefan Johannesson (Täby) |  |  |
|                |                                                |         |                |                                                                          |  |  |

| 12 3 juni 2015 | Gefle IF       | 1 – 2   | Malmö FF                   | Gävle                                                      |  |  |
| 19:05          | Bertilsson 75′ | Rapport | 27′ Rakip 80′ E. Johansson | Arena: Gavlevallen Publik: 4667 Domare: Johan Hamlin (Bro) |  |  |
|                |                |         |                            |                                                            |  |  |

| 13 7 juni 2015 | Malmö FF         | 1 – 1   | Djurgårdens IF | Malmö                                                                |  |  |
| 17:30          | Wolff Eikrem 52′ | Rapport | 39′ Mushekwi   | Arena: Swedbank Stadion Publik: 20 648 Domare: Andreas Ekberg (Lund) |  |  |
|                |                  |         |                |                                                                      |  |  |

| 14 4 juli 2015 | IFK Norrköping                                  | 3 – 1   | Malmö FF | Norrköping                                                            |  |  |
| 18:00          | Wahlqvist 13′ Kujović 45+3′ (str.) Fransson 88′ | Rapport | 9′ Kroon | Arena: Nya Parken Publik: 12 379 Domare: Markus Strömbergsson (Gävle) |  |  |
|                |                                                 |         |          |                                                                       |  |  |

| 15 11 juli 2015 | Malmö FF                  | 2 – 2   | Örebro SK                   | Malmö                                                                        |  |  |
| 16:00           | Cibicki 13′ Mehmeti 90+5′ | Rapport | 16′ Gustavsson 33′ Holmberg | Arena: Swedbank Stadion Publik: 13 073 Domare: Kristoffer Karlsson (Höganäs) |  |  |
|                 |                           |         |                             |                                                                              |  |  |

| 16 18 juli 2015 | Örebro SK    | 1 – 1   | Malmö FF      | Örebro                                                               |  |  |
| 16:00           | Nordmark 54′ | Rapport | 67′ Rosenberg | Arena: Behrn Arena Publik: 6753 Domare: Martin Strömbergsson (Gävle) |  |  |
|                 |              |         |               |                                                                      |  |  |

| 17 25 juli 2015 | Malmö FF                          | 3 – 0   | GIF Sundsvall | Malmö                                                                   |  |  |
| 16:00           | Đurđić 2′ Rodić 45′ Rosenberg 80′ | Rapport |               | Arena: Swedbank Stadion Publik: 12 862 Domare: Martin Hansson (Holmsjö) |  |  |
|                 |                                   |         |               |                                                                         |  |  |

| 18 1 augusti 2015 | Åtvidabergs FF             | 2 – 2   | Malmö FF        | Åtvidaberg                                                  |  |  |
| 16:00             | Bergström 25′ Albornoz 30′ | Rapport | 47′, 53′ Đurđić | Arena: Kopparvallen Publik: 3568 Domare: Johan Hamlin (Bro) |  |  |
|                   |                            |         |                 |                                                             |  |  |

| 19 9 augusti 2015 | Malmö FF                                   | 2 – 1   | IFK Göteborg           | Malmö                                                                   |  |  |
| 15:00             | Árnason 26′ Rosenberg 43′ (str.) Yoshi 59' | Rapport | 85′ (str.) Salomonsson | Arena: Swedbank Stadion Publik: 21 127 Domare: Jonas Eriksson (Sigtuna) |  |  |
|                   |                                            |         |                        |                                                                         |  |  |

| 20 15 augusti 2015 | Malmö FF                  | 2 – 0   | Gefle IF | Malmö                                                                       |  |  |
| 16:00              | Rodić 31′ Rosenberg 90+1′ | Rapport |          | Arena: Swedbank Stadion Publik: 15 111 Domare: Bojan Pandzic (Hising Backa) |  |  |
|                    |                           |         |          |                                                                             |  |  |

| 21 22 augusti 2015 | BK Häcken    | 1 – 0   | Malmö FF | Göteborg                                                          |  |  |
| 16:00              | Ericsson 77′ | Rapport |          | Arena: Bravida Arena Publik: 4172 Domare: Glenn Nyberg (Borlänge) |  |  |
|                    |              |         |          |                                                                   |  |  |

| 22 30 augusti 2015 | Helsingborgs IF | 0 – 3   | Malmö FF                              | Helsingborg                                                      |  |  |
| 17:30              |                 | Rapport | 28′ Berget 42′ Carvalho 78′ Rosenberg | Arena: Olympia Publik: 12 678 Domare: Mohammed Al-Hakim (Köping) |  |  |
|                    |                 |         |                                       |                                                                  |  |  |

| 23 12 september 2015 | Malmö FF | 1 – 1   | IF Elfsborg   | Malmö                                                                    |  |  |
| 16:00                | Adu 52′  | Rapport | 22′ Lundqvist | Arena: Swedbank Stadion Publik: 18 685 Domare: Stefan Johannesson (Täby) |  |  |
|                      |          |         |               |                                                                          |  |  |

| 24 20 september 2015 | Djurgårdens IF | 0 – 2   | Malmö FF                      | Stockholm                                                              |  |  |
| 15:00                |                | Rapport | 68′ Wolff Eikrem 83′ Carvalho | Arena: Tele2 Arena Publik: 20 019 Domare: Markus Strömbergsson (Gävle) |  |  |
|                      |                |         |                               |                                                                        |  |  |

| 25 23 september 2015 | Malmö FF                                | 4 – 3   | Falkenbergs FF                | Malmö                                                                       |  |  |
| 19:00                | Rosenberg 27′ Đurđić 50′, 57′ Rodić 55′ | Rapport | 33′ Donyoh 65′ Araba 71′ Vall | Arena: Swedbank Stadion Publik: 13 556 Domare: Martin Strömbergsson (Gävle) |  |  |
|                      |                                         |         |                               |                                                                             |  |  |

| 26 26 september 2015 | Halmstads BK | 0 – 0   | Malmö FF | Halmstad                                                         |  |  |
| 16:00                |              | Rapport |          | Arena: Örjans vall Publik: 4318 Domare: Michael Lerjéus (Skövde) |  |  |
|                      |              |         |          |                                                                  |  |  |

| 27 4 oktober 2015 | AIK                     | 2 – 1   | Malmö FF  | Solna                                                                 |  |  |
| 17:30             | Goitom 12′ Ishizaki 61′ | Rapport | 45′ Rodić | Arena: Friends Arena Publik: 25 075 Domare: Stefan Johannesson (Täby) |  |  |
|                   |                         |         |           |                                                                       |  |  |

| 28 17 oktober 2015 | Malmö FF                        | 3 – 0   | Kalmar FF | Malmö                                                                   |  |  |
| 16:00              | Rosenberg 68′, 90+4′ Berget 83′ | Rapport |           | Arena: Swedbank Stadion Publik: 14 153 Domare: Martin Hansson (Holmsjö) |  |  |
|                    |                                 |         |           |                                                                         |  |  |

| 29 25 oktober 2015 | Hammarby IF | 0 – 1   | Malmö FF      | Stockholm                                                          |  |  |
| 15:00              |             | Rapport | 58′ Bengtsson | Arena: Tele2 Arena Publik: 30 627 Domare: Bojan Pandzic (Göteborg) |  |  |
|                    |             |         |               |                                                                    |  |  |

| 30 31 oktober 2015 | Malmö FF | 0 – 2   | IFK Norrköping               | Malmö                                                                   |  |  |
| 13:00              |          | Rapport | 30′ Kujović 90+3′ Traustason | Arena: Swedbank Stadion Publik: 20 520 Domare: Jonas Eriksson (Sigtuna) |  |  |
|                    |          |         |                              |                                                                         |  |  |

### Svenska Cupen

#### 2014/2015
Turneringen fortsatte från 2014 års säsong

##### Gruppspel
Poängtabell
| Nr | Lag              | S | V | O | F | GM | IM | MS  | P |
| -- | ---------------- | - | - | - | - | -- | -- | --- | - |
| 1  | Malmö FF         | 3 | 3 | 0 | 0 | 12 | 0  | +12 | 9 |
| 2  | Jönköpings Södra | 3 | 2 | 0 | 1 | 6  | 5  | +1  | 6 |
| 3  | Assyriska FF     | 3 | 1 | 0 | 2 | 3  | 6  | −3  | 3 |
| 4  | Hudiksvalls FF   | 3 | 0 | 0 | 3 | 2  | 12 | −10 | 0 |

| Hemma \ Borta    | AFF | HFF | JS  | MFF |
| Assyriska FF     | —   | 3–1 | —   | —   |
| Hudiksvalls FF   | —   | —   | 1–4 | 0–5 |
| Jönköpings Södra | 2–0 | —   | —   | —   |
| Malmö FF         | 3–0 | —   | 4–0 | —   |

Matcher
| 1 22 februari 2015 | Malmö FF                                | 3 – 0   | Assyriska FF | Malmö                                                      |  |  |
| 16:00              | Helander 5′ Sana 45+2′ Wolff Eikrem 89′ | Rapport |              | Arena: Malmö IP Publik: 5560 Domare: Andreas Ekberg (Lund) |  |  |
|                    |                                         |         |              |                                                            |  |  |

| 2 28 februari 2015 | Hudiksvalls FF | 0 – 5   | Malmö FF                                                            | Hudiksvall                                                      |  |  |
| 14:00              |                | Rapport | 25′ Wolff Eikrem 30′ Tinnerholm 69′ Rosenberg 70′ Berget 72′ (sjm.) | Arena: Glysisvallen Publik: 982 Domare: Glenn Nyberg (Borlänge) |  |  |
|                    |                |         |                                                                     |                                                                 |  |  |

| 3 8 mars 2015 | Malmö FF                                             | 4 – 0   | Jönköpings Södra | Malmö                                                           |  |  |
| 16:00         | Berget 3′ Wolff Eikrem 23′ Rosenberg 56′ Mehmeti 81′ | Rapport |                  | Arena: Malmö IP Publik: 3646 Domare: Mohammed Al-Hakim (Köping) |  |  |
|               |                                                      |         |                  |                                                                 |  |  |

##### Utslagningsmatcher
| Kvartsfinal 14 mars 2015 | Malmö FF | 0 – 1   | Örebro SK       | Malmö                                                      |  |  |
| 13:00                    |          | Rapport | 22′ Valgardsson | Arena: Malmö IP Publik: 4300 Domare: Andreas Ekberg (Lund) |  |  |
|                          |          |         |                 |                                                            |  |  |

#### 2015/2016
| Omg. 2 8 november 2015 | Götene IF | 0 – 5   | Malmö FF                                | Götene                                                            |  |  |
| 13:00                  |           | Rapport | 1′, 10′ Rodić 45′, 86′ Berget 87′ Kroon | Arena: Västerby IP Publik: 4036 Domare: Joakim Östling (Göteborg) |  |  |
|                        |           |         |                                         |                                                                   |  |  |

### Champions League 2015/2016

#### Kvalomgångar

##### Andra kvalomgången
| 1 15 juli 2015 | Malmö FF | 0 – 0   | Žalgiris Vilnius | Malmö, Sverige                                                            |  |  |
| 19:00          |          | Rapport |                  | Arena: Swedbank Stadion Publik: 12 437 Domare: Eitan Shmuelevitz (Israel) |  |  |
|                |          |         |                  |                                                                           |  |  |

| 2 21 juli 2015         | Žalgiris Vilnius | 0 – 1 (totalt 0 – 1) | Malmö FF       | Vilnius, Litauen                                                   |  |  |
| 20:10 (Litauen: 21:10) |                  | Rapport              | 55′ Tinnerholm | Arena: LFF Stadium Publik: 4933 Domare: Benoît Bastien (Frankrike) |  |  |
|                        |                  |                      |                |                                                                    |  |  |

##### Tredje kvalomgången
| 1 29 juli 2015 | FC Salzburg                      | 2 – 0   | Malmö FF | Salzburg, Österrike                                               |  |  |
| 19:00          | Ulmer 51′ Hinteregger 89′ (str.) | Rapport |          | Arena: Red Bull Arena Publik: 15 027 Domare: Luca Banti (Italien) |  |  |
|                |                                  |         |          |                                                                   |  |  |

| 2 5 augusti 2015 | Malmö FF                                       | 3 – 0 (totalt 3 – 2) | FC Salzburg | Malmö, Sverige                                                                |  |  |
|                  | Đurđić 7′ Rosenberg 14′ Rodić 42′ Adu 35', 64' | Rapport              |             | Arena: Swedbank Stadion Publik: 19 522 Domare: Michael Koukoulakis (Grekland) |  |  |
|                  |                                                |                      |             |                                                                               |  |  |

##### Play-off
| 1 19 augusti 2015        | Celtic                      | 3 – 2   | Malmö FF          | Celtic, Skottland                                                |  |  |
| 20:45 (Skottland: 19:45) | Griffiths 3′, 61′ Biton 10′ | Rapport | 52′, 90+5′ Berget | Arena: Celtic Park Publik: 52 412 Domare: Felix Brych (Tyskland) |  |  |
|                          |                             |         |                   |                                                                  |  |  |

| 2 25 augusti 2015 | Malmö FF                        | 2 – 0 (totalt 4 – 3) | Celtic | Malmö, Sverige                                                         |  |  |
| 20:45             | Rosenberg 23′ Boyata 54′ (sjm.) | Rapport              |        | Arena: Swedbank Stadion Publik: 20 500 Domare: Milorad Mažić (Serbien) |  |  |
|                   |                                 |                      |        |                                                                        |  |  |

#### Gruppspel

##### Tabell
| Nr | Lag                 | S | V | O | F | GM | IM | MS  | P  |
| -- | ------------------- | - | - | - | - | -- | -- | --- | -- |
| 1  | Real Madrid         | 6 | 5 | 1 | 0 | 19 | 3  | +16 | 16 |
| 2  | Paris Saint-Germain | 6 | 4 | 1 | 1 | 12 | 1  | +11 | 13 |
| 3  | Sjachtar Donetsk    | 6 | 1 | 0 | 5 | 7  | 14 | −7  | 3  |
| 4  | Malmö FF            | 6 | 1 | 0 | 5 | 1  | 21 | −20 | 3  |

| Hemma \ Borta       | Sverige | Frankrike | Spanien | Ukraina |
| Malmö FF            | —       | 0–5       | 0–2     | 1–0     |
| Paris Saint-Germain | 2–0     | —         | 0–0     | 2–0     |
| Real Madrid         | 8–0     | 1–0       | —       | 4–0     |
| Sjachtar Donetsk    | 4–0     | 0–3       | 3–4     | —       |

##### Resultat efter omgång
| Omgång   | 1 | 2 | 3 | 4 | 5 | 6 |
| -------- | - | - | - | - | - | - |
| Arena    | B | H | H | B | H | B |
| Resultat | F | F | V | F | F | F |
| Position | 3 | 3 | 3 | 4 | 4 | 4 |

Källa: se nedanför

Arena: B = Borta; H = Hemma. Resultat: O = Oavgjort; F = Förlust; V = Vinst; 

##### Matcher
| 1 15 september 2015 | Paris Saint-Germain    | 2 – 0 | Malmö FF | Paris, Frankrike                                                         |  |  |
| 20:45               | Di María 4′ Cavani 61′ |       |          | Arena: Parc des Princes Publik: 46 612 Domare: Sergei Karasev (Ryssland) |  |  |
|                     |                        |       |          |                                                                          |  |  |

| 2 30 september 2015 | Malmö FF | 0 – 2   | Real Madrid      | Malmö, Sverige                                                        |  |  |
| 20:45               |          | Rapport | 29′, 90′ Ronaldo | Arena: Swedbank Stadion Publik: 20 500 Domare: Cüneyt Çakır (Turkiet) |  |  |
|                     |          |         |                  |                                                                       |  |  |

| 3 21 oktober 2015 | Malmö FF      | 1 – 0   | Sjachtar Donetsk | Malmö, Sverige                                                               |  |  |
| 20:45             | Rosenberg 17′ | Rapport |                  | Arena: Swedbank Stadion Publik: 20 500 Domare: Tasos Sidiropoulos (Grekland) |  |  |
|                   |               |         |                  |                                                                              |  |  |

| 4 3 november 2015      | Sjachtar Donetsk                                    | 4 – 0   | Malmö FF | Lviv, Ukraina                                                      |  |  |
| 20:45 (Ukraina: 21:45) | Gladkiy 29′ Srna 44′ (str.) Eduardo 55′ Texeira 73′ | Rapport |          | Arena: Arena Lviv Publik: 23 712 Domare: Ovidiu Hațegan (Rumänien) |  |  |
|                        |                                                     |         |          |                                                                    |  |  |

| 5 25 november 2015 | Malmö FF | 0 – 5   | Paris Saint-Germain                                          | Malmö, Sverige                                                           |  |  |
| 20:45              |          | Rapport | 3′ Adrien Rabiot 14′, 68′ Di María 50′ Ibrahimović 82′ Moura | Arena: Swedbank Stadion Publik: 20 500 Domare: Willie Collum (Skottland) |  |  |
|                    |          |         |                                                              |                                                                          |  |  |

| 6 8 december 2015 | Real Madrid                                                  | 8 – 0   | Malmö FF | Madrid, Spanien                                                          |  |  |
| 20:45             | Benzema 12′, 24′, 74′ Ronaldo 39′, 47′, 50′, 59′ Kovačić 70′ | Rapport |          | Arena: Santiago Bernabéu Publik: 60 663 Domare: Daniele Orsato (Italien) |  |  |
|                   |                                                              |         |          |                                                                          |  |  |

## Övriga matcher

### Träningsmatcher
| TM 6 februari 2015 | DC United | 0 – 1   | Malmö FF   | Bradenton, Florida, USA |  |  |
| 18:00 (USA: 12:00) |           | Rapport | 44′ Berget | Arena: IMG Academy      |  |  |
|                    |           |         |            |                         |  |  |

| TM 13 februari 2015                      | Tampa Bay Rowdies | 0 – 4   | Malmö FF                                                    | Bradenton, Florida, USA |  |  |
| 01:00 (USA: 12 februari 2015, kl: 19:00) |                   | Rapport | 33′ Wolff Eikrem 42′ Rosenberg 43′ E. Johansson 69′ Cibicki | Arena: IMG Academy      |  |  |
|                                          |                   |         |                                                             |                         |  |  |

| TM 20 mars 2015 | Mjällby AIF | 0 – 5   | Malmö FF                                                            | Hällevik, Sverige              |  |  |
| 15:00           |             | Rapport | 15′ Wolff Eikrem 32′ Wolff Eikrem 55′ Kroon 74′ Cibicki 83′ Mehmeti | Arena: Strandvallens konstgräs |  |  |
|                 |             |         |                                                                     |                                |  |  |

| TM 26 juni 2015 | FC Höllviken    | 1 – 3   | Malmö FF                           | Höllviken, Sverige                             |  |  |
| 19:00           | Borg 12′ (str.) | Rapport | 43′ Vindheim 52′ Cibicki 70′ Kroon | Arena: Höllvikens IP:s konstgräs Publik: ~1700 |  |  |
|                 |                 |         |                                    |                                                |  |  |

| TM 7 juli 2015 | Malmö FF             | 1 – 0   | Slovan Liberec | Malmö, Sverige          |  |  |
| 19:00          | Rosenberg 17′ (str.) | Rapport |                | Arena: Swedbank Stadion |  |  |
|                |                      |         |                |                         |  |  |

| TM 12 november                        | Malmö FF | 0 – 0   | Sverige U21 | Malmö, Sverige                     |  |
|                                       |          | Rapport |             | Arena: Malmö Stadion Publik: ~2300 |  |
| Not: Matchen spelades i 2×35 minuter. |          |         |             |                                    |  |

| TM 3 december | Malmö FF                           | 3 – 1   | Molde FK        | Malmö, Sverige                      |  |  |
| 19:00         | Adu 42′ (str.) Kroon 78′ Rakip 83′ | Rapport | 28′ Gulbrandsen | Arena: Swedbank Stadion Publik: 240 |  |  |
|               |                                    |         |                 |                                     |  |  |

## Publiksiffror
Högsta respektive lägsta publiksiffrorna per matchtyp.
| Matchtyp               | Datum                  |                        | Resultat               | Motstånd               | Ort                    | Arena                  | Publik                 | Publik |
| Högsta publiksiffrorna | Högsta publiksiffrorna | Högsta publiksiffrorna | Högsta publiksiffrorna | Högsta publiksiffrorna | Högsta publiksiffrorna | Högsta publiksiffrorna | Högsta publiksiffrorna |        |
| ---------------------- | ---------------------- | ---------------------- | ---------------------- | ---------------------- | ---------------------- | ---------------------- | ---------------------- | ------ |
| SC                     | 22 februari 2015       | Malmö FF               | 3 – 0                  | Assyriska FF           | Malmö                  | Malmö IP               | 5 560                  |        |
| AS                     | 9 april 2015           | Malmö FF               | 0 – 0                  | AIK                    | Malmö                  | Swedbank Stadion       | 22 337                 |        |
| CL                     | 25 augusti 2015        | Malmö FF               | 2 – 0                  | Celtic                 | Malmö                  | Swedbank Stadion       | 20 500                 |        |
| CL                     | 30 september 2015      | Malmö FF               | 0 – 2                  | Real Madrid            | Malmö                  | Swedbank Stadion       | 20 500                 |        |
| CL                     | 21 oktober 2015        | Malmö FF               | 1 – 0                  | Sjachtar Donetsk       | Malmö                  | Swedbank Stadion       | 20 500                 |        |
| CL                     | 25 november 2015       | Malmö FF               | 0 – 5                  | Paris Saint-Germain    | Malmö                  | Swedbank Stadion       | 20 500                 |        |
| Lägsta publiksiffrorna |                        |                        |                        |                        |                        |                        |                        |        |
| SC                     | 7 mars 2015            | Malmö FF               | 4 – 0                  | Jönköpings Södra       | Malmö                  | Malmö IP               | 3 646                  |        |
| AS                     | 25 juli 2015           | Malmö FF               | 3 – 0                  | GIF Sundsvall          | Malmö                  | Swedbank Stadion       | 12 437                 |        |
| CL                     | 15 juli 2015           | Malmö FF               | 0 – 0                  | Žalgiris Vilnius       | Malmö                  | Swedbank Stadion       | 12 862                 |        |

TM = Träningsmatch, SC = Svenska cupen, AS = Allsvenskan, CL = Champions League

## Spelare

### Spelartruppen
| Nr | Pos | Namn                | Ålder | Började | Slutar | Kom från         | Moderklubb            | Notering                      |
| -- | --- | ------------------- | ----- | ------- | ------ | ---------------- | --------------------- | ----------------------------- |
| 1  | MV  | Johan Wiland        | 44    | 2015    | 2017   | FC Köpenhamn     | Rydboholms SK         |                               |
| 2  | FS  | Pa Konate           | 30    | 2013    | 2017   | Malmö FF         | Malmö FF              |                               |
| 3  | FS  | Anton Tinnerholm    | 34    | 2014    | 2017   | Åtvidabergs FF   | Brokinds IF           |                               |
| 5  | MF  | Erdal Rakip         | 29    | 2013    | 2017   | Malmö FF         | Malmö FF              |                               |
| 6  | MF  | Oscar Lewicki       | 32    | 2015    | 2017   | BK Häcken        | Limhamns IF           |                               |
| 7  | MF  | Simon Kroon         | 31    | 2011    | 2015   | Limhamns IF      | Limhamns IF           |                               |
| 8  | MF  | Enoch Kofi Adu      | 34    | 2014    | 2017   | Club Brugge      | Liberty Professionals |                               |
| 9  | AF  | Markus Rosenberg    | 42    | 2014    | 2017   | West Bromwich    | Malmö FF              |                               |
| 10 | MF  | Guillermo Molins    | 36    | 2013    | 2016   | Anderlecht       | Stora Harrie IF       |                               |
| 11 | AF  | Agon Mehmeti        | 35    | 2014    | 2017   | Palermo          | IFK Malmö             |                               |
| 13 | FS  | Yoshimar Yotún      | 34    | 2015    | 2017   | Sporting Cristal | Academia Cantolao     |                               |
| 14 | MF  | Erik Andersson      | 27    | 2015    | 2017   | Landskrona BoIS  | —                     |                               |
| 15 | MF  | Paweł Cibicki       | 31    | 2013    | 2017   | FC Malmö         | Nydala IF             |                               |
| 16 | MV  | Sixten Mohlin       | 29    | 2013    | 2018   | Åhus HBK         | Kristianstads FF      | Utlånad till Kristianstads FF |
| 17 | FS  | Rasmus Bengtsson    | 38    | 2015    | 2019   | Twente           | Malmö FF              |                               |
| 18 | FS  | Johan Hammar        | 31    | 2013    | 2016   | Everton          | Bunkeflo IF           | Utlånad till Fredrikstad FK   |
| 19 | MF  | Magnus Wolff Eikrem | 34    | 2015    | 2017   | Cardiff City     | Molde FK              |                               |
| 20 | MF  | Vladimir Rodić      | 31    | 2015    | 2018   | Rad              | Grafičar Belgrad      |                               |
| 21 | FS  | Kári Árnason        | 42    | 2015    | 2017   | Rotherham United | Valur                 |                               |
| 22 | MF  | Tobias Sana         | 35    | 2015    | 2018   | Ajax             | Marieholms Boik       |                               |
| 23 | MF  | Jo Inge Berget      | 34    | 2015    | 2017   | Cardiff City     | FK Lyn                |                               |
| 24 | FS  | Mahmut Özen         | 36    | 2014    | 2017   | Mjällby AIF      | Stafsinge IF          |                               |
| 25 | FS  | Felipe Carvalho     | 31    | 2015    | 2017   | Tacuarembó       | Tacuarembó            |                               |
| 26 | FS  | Andreas Vindheim    | 29    | 2015    | 2018   | SK Brann         | SK Brann              |                               |
| 27 | MV  | Zlatan Azinović     | 37    | 2014    | 2015   | Kalmar FF        | Persnäs AIF           |                               |
| 28 | AF  | Nikola Đurđić       | 38    | 2015    | 2015   | Augsburg         | Radnički Pirot        | Lån från Augsburg             |
| 29 | MV  | Fredrik Andersson   | 36    | 2015    | 2016   | Örgryte IS       | Skene IF              |                               |
| 30 | MV  | Marko Johansson     | 26    | 2015    | 2016   | Malmö FF         | Malmö FF              |                               |
| 31 | FS  | Franz Brorsson      | 29    | 2015    | 2016   | Malmö FF         | Malmö FF              |                               |
| 32 | MF  | Mattias Svanberg    | 16    | 2015    | 2016   | Malmö FF         | Malmö FF              |                               |
| 34 | FS  | Alexander Blomqvist | 30    | 2013    | —      | IFK Simrishamn   | IFK Simrishamn        | Utlånad till IFK Värnamo      |
| 35 | MF  | Piotr Johansson     | 30    | 2014    | —      | Skurups AIF      | Skurups AIF           | Utlånad till Ängelholms FF    |
| —  | MF  | Amin Nazari         | 31    | 2011    | 2015   | Malmö FF         | Malmö FF              | Utlånad till Fredrikstad FK   |
| —  | MF  | Petar Petrović      | 29    | 2013    | 2017   | Arlövs BI        | Arlövs BI             |                               |
| —  | AF  | Benjamin Fadi       | 29    | 2013    | 2016   | Heart of Lions   | —                     | Utlånad till Mjällby AIF      |

### Spelarstatistik
| Nummer                                    | Position | Namn                | Allsvenskan 2015 | Allsvenskan 2015 | Svenska Cupen 2014/15 Svenska Cupen 2015/16 | Svenska Cupen 2014/15 Svenska Cupen 2015/16 | Champions League 2015/16 | Champions League 2015/16 | Totalt  | Totalt |
| Nummer                                    | Position | Namn                | Matcher          | Mål              | Matcher                                     | Mål                                         | Matcher                  | Mål                      | Matcher | Mål    |
| ----------------------------------------- | -------- | ------------------- | ---------------- | ---------------- | ------------------------------------------- | ------------------------------------------- | ------------------------ | ------------------------ | ------- | ------ |
| 1                                         | MV       | Johan Wiland        | 14               | 0                | 1                                           | 0                                           | 10                       | 0                        | 25      | 0      |
| 2                                         | FS       | Pa Konate           | 10               | 0                | 1                                           | 0                                           | 3                        | 0                        | 14      | 0      |
| 3                                         | FS       | Anton Tinnerholm    | 28               | 0                | 5                                           | 1                                           | 12                       | 1                        | 45      | 2      |
| 5                                         | MF       | Erdal Rakip         | 20               | 1                | 2                                           | 0                                           | 10                       | 0                        | 32      | 1      |
| 6                                         | MF       | Oscar Lewicki       | 27               | 2                | 4                                           | 0                                           | 12                       | 0                        | 43      | 2      |
| 7                                         | MF       | Simon Kroon         | 6                | 1                | 3                                           | 1                                           | 3                        | 0                        | 12      | 2      |
| 8                                         | MF       | Enoch Kofi Adu      | 27               | 2                | 5                                           | 0                                           | 10                       | 0                        | 42      | 2      |
| 9                                         | AF       | Markus Rosenberg    | 28               | 11               | 4                                           | 2                                           | 10                       | 3                        | 42      | 16     |
| 10                                        | MF       | Guillermo Molins    | 7                | 0                | 0                                           | 0                                           | 0                        | 0                        | 7       | 0      |
| 11                                        | AF       | Agon Mehmeti        | 15               | 2                | 3                                           | 1                                           | 4                        | 0                        | 22      | 3      |
| 13                                        | FS       | Yoshimar Yotún      | 24               | 1                | 4                                           | 0                                           | 10                       | 0                        | 38      | 1      |
| 14                                        | MF       | Erik Andersson      | 0                | 0                | 1                                           | 0                                           | 0                        | 0                        | 1       | 0      |
| 15                                        | MF       | Paweł Cibicki       | 9                | 3                | 4                                           | 0                                           | 1                        | 0                        | 14      | 3      |
| 17                                        | FS       | Rasmus Bengtsson    | 16               | 1                | 1                                           | 0                                           | 10                       | 0                        | 27      | 1      |
| 18                                        | MF       | Petar Petrović      | 0                | 0                | 0                                           | 0                                           | 0                        | 0                        | 0       | 0      |
| 19                                        | MF       | Magnus Wolff Eikrem | 28               | 7                | 5                                           | 3                                           | 7                        | 0                        | 40      | 10     |
| 20                                        | MF       | Vladimir Rodić      | 13               | 4                | 1                                           | 2                                           | 10                       | 1                        | 24      | 7      |
| 21                                        | FS       | Kári Árnason        | 13               | 1                | 1                                           | 0                                           | 9                        | 0                        | 23      | 1      |
| 22                                        | MF       | Tobias Sana         | 19               | 0                | 4                                           | 1                                           | 5                        | 0                        | 28      | 1      |
| 23                                        | MF       | Jo Inge Berget      | 27               | 9                | 5                                           | 4                                           | 12                       | 2                        | 44      | 15     |
| 24                                        | FS       | Mahmut Özen         | 0                | 0                | 0                                           | 0                                           | 0                        | 0                        | 0       | 0      |
| 25                                        | FS       | Felipe Carvalho     | 11               | 2                | 0                                           | 0                                           | 7                        | 0                        | 18      | 2      |
| 26                                        | FS       | Andreas Vindheim    | 10               | 0                | 0                                           | 0                                           | 1                        | 0                        | 11      | 0      |
| 27                                        | MV       | Zlatan Azinović     | 3                | 0                | 0                                           | 0                                           | 2                        | 0                        | 5       | 0      |
| 28                                        | AF       | Nikola Đurđić       | 12               | 5                | 0                                           | 0                                           | 10                       | 1                        | 22      | 6      |
| 29                                        | MV       | Fredrik Andersson   | 0                | 0                | 1                                           | 0                                           | 0                        | 0                        | 1       | 0      |
| 30                                        | MV       | Marko Johansson     | 0                | 0                | 0                                           | 0                                           | 1                        | 0                        | 1       | 0      |
| 31                                        | FS       | Franz Brorsson      | 8                | 0                | 0                                           | 0                                           | 3                        | 0                        | 11      | 0      |
| 32                                        | MF       | Mattias Svanberg    | 0                | 0                | 1                                           | 0                                           | 0                        | 0                        | 1       | 0      |
| —                                         | AF       | Teddy Bergqvist     | 0                | 0                | 0                                           | 0                                           | 0                        | 0                        | 0       | 0      |
| Självmål                                  | Självmål | Självmål            | i.u.             | 0                | i.u.                                        | 0                                           | i.u.                     | 1                        | i.u.    | 1      |
| Spelare som lämnat klubben under säsongen |          |                     |                  |                  |                                             |                                             |                          |                          |         |        |
| 4                                         | FS       | Filip Helander      | 12               | 0                | 4                                           | 1                                           | 0                        | 0                        | 16      | 1      |
| 21                                        | FS       | Erik Johansson      | 13               | 2                | 4                                           | 0                                           | 0                        | 0                        | 17      | 2      |
| 25                                        | MV       | Robin Olsen         | 13               | 0                | 4                                           | 0                                           | 0                        | 0                        | 17      | 0      |

1. ↑  Med självmål menas mål som gjorts för MFF, men inte av en MFF-spelare

### Spelare in/ut

#### In
| N  | P  | Namn                | Ålder | Flyttar från        | Typ              | Transferfönster | Slutar | Övergångs-pris | Källa                |
| -- | -- | ------------------- | ----- | ------------------- | ---------------- | --------------- | ------ | -------------- | -------------------- |
| 28 | AF | Alexander Nilsson   | 22    | Trelleborgs FF      | Återvändande lån | Vinter          | 2014   | —              | mff.se               |
| 19 | AF | Benjamin Fadi       | 19    | IFK Värnamo         | Återvändande lån | Vinter          | 2016   | —              | mff.se               |
| —  | AF | Petter Thelin       | 19    | Skellefteå FF       | Återvändande lån | Vinter          | 2015   | —              | mff.se               |
| 29 | FS | Tobias Malm         | 22    | Östersunds FK       | Återvändande lån | Vinter          | 2014   | —              | mff.se               |
| 17 | MF | Petar Petrović      | 19    | Radnički Niš        | Återvändande lån | Vinter          | 2017   | —              | fotbolltransfers.com |
| 14 | MF | Erik Andersson      | 17    | Landskrona BoIS     | Övergång         | Vinter          | 2018   | (~1.5MN SEK)   | mff.se               |
| 6  | MF | Oscar Lewicki       | 22    | BK Häcken           | Bosman           | Vinter          | 2017   | Gratis         | mff.se               |
| 31 | FS | Franz Brorsson      | 18    | Ungdomssystemet     | Befordrad        | Vinter          | 2016   | —              | mff.se               |
| 30 | MV | Marko Johansson     | 16    | Ungdomssystemet     | Befordrad        | Vinter          | 2016   | —              | mff.se               |
| 22 | MF | Tobias Sana         | 25    | Ajax                | Övergång         | Vinter          | 2018   | (~1.0MN SEK)   | mff.se               |
| 23 | MF | Jo Inge Berget      | 24    | Cardiff City        | Bosman           | Vinter          | 2017   | Gratis         | mff.se               |
| 19 | MF | Magnus Wolff Eikrem | 24    | Cardiff City        | Bosman           | Vinter          | 2017   | Gratis         | mff.se               |
| 13 | FS | Yoshimar Yotún      | 24    | Sporting Cristal    | Bosman           | Vinter          | 2017   | Gratis         | mff.se               |
| 26 | FS | Andreas Vindheim    | 19    | SK Brann            | Övergång         | Vinter          | 2018   | (~ 3.0MN SEK)  | mff.se               |
| 20 | FS | Rasmus Bengtsson    | 28    | Twente              | Övergång         | Vinter          | 2019   | (~ 1.0MN SEK)  | mff.se               |
| 24 | FS | Mahmut Özen         | 26    | Kayseri Erciyesspor | Återvändande lån | Sommar          | 2017   | —              | mff.se               |
| 21 | FS | Kári Árnason        | 32    | Rotherham United    | Övergång         | Sommar          | 2017   | Hemligt        | mff.se               |
| —  | MF | Petar Petrović      | 19    | IFK Värnamo         | Återvändande lån | Sommar          | 2017   | —              | mff.se               |
| 20 | MF | Vladimir Rodić      | 21    | Rad                 | Övergång         | Sommar          | 2018   | Hemligt        | mff.se               |
| 25 | DF | Felipe Carvalho     | 21    | Tacuarembó          | Övergång         | Sommar          | 2017   | Hemligt        | mff.se               |
| 28 | AF | Nikola Đurđić       | 29    | Augsburg            | Lån              | Sommar          | 2015   | —              | mff.se               |
| 1  | MV | Johan Wiland        | 34    | FC Köpenhamn        | Övergång         | Sommar          | 2017   | Hemligt        | mff.se               |
| 29 | MV | Fredrik Andersson   | 26    | Örgryte IS          | Övergång         | Sommar          | 2016   | Hemligt        | mff.se               |
| 32 | MF | Mattias Svanberg    | 16    | Ungdomssystemet     | Befordrad        | Sommar          | 2016   | —              | mff.se               |
| 16 | MV | Sixten Mohlin       | 19    | Västerås SK         | Återvändande lån | Sommar          | 2018   | —              | mff.se               |

#### Ut
| N  | P  | Namn                | Ålder | Flyttar till       | Typ                | Transferfönster | Övergångs-pris | Källa                |
| -- | -- | ------------------- | ----- | ------------------ | ------------------ | --------------- | -------------- | -------------------- |
| 2  | FS | Matias Concha       | 34    | Slutar             | Slut på kontraktet | Vinter          | —              | mff.se               |
| 29 | FS | Tobias Malm         | 22    | Lunds BK           | Slut på kontraktet | Vinter          | Gratis         | fotbolltransfers.com |
| —  | AF | Petter Thelin       | 19    | Kramfors-Alliansen | Övergång           | Vinter          | Gratis         | mff.se               |
| 11 | MF | Simon Thern         | 22    | Heerenveen         | Slut på kontraktet | Vinter          | Gratis         | mff.se               |
| 20 | FS | Ricardinho          | 30    | Gabala             | Slut på kontraktet | Vinter          | Gratis         | mff.se               |
| 7  | AF | Magnus Eriksson     | 24    | Guizhou Renhe      | Övergång           | Vinter          | (~16.0MN SEK)  | mff.se               |
| 33 | MF | Emil Forsberg       | 23    | RB Leipzig         | Övergång           | Vinter          | (~35.0MN SEK)  | mff.se               |
| 6  | MF | Markus Halsti       | 30    | DC United          | Slut på kontraktet | Vinter          | Gratis         | mff.se               |
| 34 | DF | Alexander Blomqvist | 20    | IFK Värnamo        | Utlånad            | Vinter          | —              | mff.se               |
| 24 | AF | Isaac Kiese Thelin  | 22    | Bordeaux           | Övergång           | Vinter          | (~38.5MN SEK)  | fotbollskanalen.se   |
| 19 | AF | Benjamin Fadi       | 19    | Mjällby AIF        | Utlånad            | Vinter          | —              | mff.se               |
| 16 | MV | Sixten Mohlin       | 19    | Västerås SK        | Utlånad            | Vinter          | —              | mff.se               |
| 28 | AF | Alexander Nilsson   | 22    | Qormi              | Slut på kontraktet | Vinter          | Gratis         | fotbollskanalen.se   |
| 22 | MF | Amin Nazari         | 21    | Fredrikstad FK     | Utlånad            | Vinter          | —              | mff.se               |
| 18 | MF | Johan Hammar        | 21    | Fredrikstad FK     | Utlånad            | Vinter          | —              | mff.se               |
| 35 | MF | Piotr Johansson     | 20    | Ängelholms FF      | Utlånad            | Vinter          | —              | mff.se               |
| 17 | MF | Petar Petrović      | 19    | IFK Värnamo        | Utlånad            | Vinter          | —              | mff.se               |
| 25 | MV | Robin Olsen         | 25    | PAOK               | Övergång           | Sommar          | (~5.0MN SEK)   | mff.se               |
| 21 | FS | Erik Johansson      | 26    | Gent               | Övergång           | Sommar          | (~20.0MN SEK)  | mff.se               |
| 4  | FS | Filip Helander      | 22    | Hellas Verona      | Övergång           | Sommar          | (~9.0MN SEK)   | mff.se               |
| 16 | MV | Sixten Mohlin       | 19    | Kristianstads FF   | Utlånad            | Sommar          | —              | mff.se               |